# Espace topologique irréductible
Pour les articles homonymes, voir Espace et Irréductible.
En topologie, un espace irréductible est un espace topologique non vide qui ne peut pas se décomposer en (c'est-à-dire s'écrire comme réunion de) deux parties fermées strictement plus petites. Ce type d'espaces apparaît (et est utilisé) surtout en géométrie algébrique, où l'irréductibilité est une des propriétés topologiques basiques.

## Définition
Un espace topologique X non vide est dit irréductible si l'une des affirmations (équivalentes) suivante est réalisée :
- X n'est pas réunion de deux fermés propres (c'est-à-dire différents de X) ;
- l'intersection d'une famille finie d'ouverts non vides de X est non vide ;
- la réunion d'une famille finie de fermés propres est propre ;
- tout ouvert non vide de X est dense dans X ;
- tout ouvert de X est connexe.

## Composante irréductible
On cherche souvent à décomposer un espace topologique en parties irréductibles. Une composante irréductible d'un espace topologique X est un sous-espace irréductible de X maximal pour l'inclusion. En utilisant le lemme de Zorn, on peut voir que X se décompose toujours en réunion de composantes irréductibles. Par maximalité, on voit aisément que les composantes irréductibles sont fermées.
Dans le cas d'un espace topologique séparé, les composantes irréductibles sont les singletons. Ainsi la notion d'espaces irréductibles
n'a d'utilité que pour certains types de topologie, comme la topologie de Zariski.
Dans un schéma noethérien, les composantes irréductibles sont en nombre fini. Plus généralement tout espace topologique noethérien a un nombre fini de composantes irréductibles.

## Exemples
- Si X est un ensemble infini muni de la topologie cofinie (c'est-à-dire la topologie où les parties fermées sont finies ou égales à X), alors c'est un espace irréductible.
- Un ensemble algébrique associé à un idéal radiciel I d'un anneau de polynômes est irréductible si et seulement si I est un idéal premier.
- Soit A un anneau commutatif unitaire et soit X le spectre de A, muni de sa topologie de Zariski. Alors les composantes irréductibles de X correspondent biunivoquement aux idéaux premiers minimaux de A.
- Soit Z une partie irréductible de X. Alors son adhérence dans X est aussi irréductible (en effet, tout ouvert non vide de l'adhérence rencontre Z et est donc dense dans Z, donc dense dans l'adhérence).
- Si X est irréductible, alors toute partie dense Z de X est irréductible : Soient U1, U2 des ouverts non vides de Z. Par définition il existe V1, V2 des ouverts de X tels que U1 = V1∩Z et U2 = V2∩Z et l'on a V1∩V2 est un ouvert non vide de X par irréductibilité de X. Ainsi , comme Z est dense dans X , on obtient Z ∩V1∩V2 ≠ ∅ et donc U1∩U2 ≠ ∅.

Tout schéma irréductible admet un unique point générique, c'est-à-dire un point dont l'adhérence est l'espace tout entier. Ce n'est pas le cas des espaces irréductibles en général (par exemple les ensembles algébriques irréductibles sont dépourvus de point générique sauf quand ils sont réduits à un point).